# 벚꽃 살짝
〈벚꽃 살짝〉(桜チラリ 사쿠라치라리[*])는 ℃-ute의 메이저 첫 번째 싱글(통산 다섯 번째 싱글)이다. 2007년 2월 21일에 zetima에서 발매됐다.

## 개요
- 걸 그룹의 데뷔곡이 차트 5위권에 들어간 것은 이번 작품이 처음이다.
- 센터는 스즈키 아이리이며, 메인 보컬은 스즈키 아이리, 야지마 마이미, 하기와라 마이이다.
- 무라카미 메구미 탈퇴 후, 7명으로의 첫 싱글이다.
- 2012년 4월 10일, 댄스 커버 동영상 공개 개시[2]。

## 수록곡
전체 작사·작곡: 츤쿠
| #  | 제목                         | 작곡                  | 재생 시간 |
| -- | ---------------------------- | --------------------- | --------- |
| 1. | 〈벚꽃 살짝〉 (桜チラリ)     | 편곡: 타카하시 유이치 |           |
| 2. | 〈JUMP〉                     | 편곡: 야마자키 준     |           |
| 3. | 〈벚꽃 살짝 (Instrumental)〉 | 편곡:                 |           |

## 참가 음악가
- 타카하시 유이치 : 프로그래밍, 기타 (#1)
- 이나바 아츠코 : 코러스 (#1)
- 야마자키 준 : 프로그래밍&기타 (#2)
- 타케우치 히로아키 : 코러스 (#2)